# Ciorani (Prahova megye)
Ciorani község Prahova megyében, Munténiában, Romániában. A hozzá tartozó települések: Cioranii de Jos és Cioranii de Sus. A községközpont Cioranii de Jos.

## Fekvése
A megye déli részén található, a megyeszékhelytől, Ploieștitől, harmincnyolc kilométerre délkeletre, a Cricovul Sărat folyó mentén. 

## Története
Első írásos említése 1593-ból való.  
A 19. század végén a mai község területén két község, Ciorani de Jos és Ciorani de Sus osztozott, mindkettő Prahova megye Câmpul járásához tartozott. Ciorani de Jos-nak 2061 lakosa volt, hozzá tartozott egy 1776-ban épült templom, melyet 1873-ban felújítottak, valamint egy 1864-ben épült iskola. Ciorani de Sus községnek pedig 883 lakosa volt, a tulajdonában volt egy 1872-ben épült iskola valamint egy 1873-ban felszentelt templom.
Ciorani község 1908-ban jött létre Ciorani de Jos és Ciorani de Sus községek egyesítéséből.
1924-es évkönyv szerint a község Drăgănești járásához tartozott. 
1950-ben közigazgatási átszervezés alapján, a Prahova-i régió Urlați rajonjához került, majd 1952-ben a Ploiești régió Mizil rajonjához csatolták. 
1968-ban ismét megyerendszert vezettek be az országban, a község az újból létrehozott Prahova megye része lett. 

## Lakossága
| Nemzetiségek | 2002 | 2002   |
| ------------ | ---- | ------ |
| Románok      | 7146 | 99,77% |
| Romák        | 7    | 0,09%  |
| Szlovákok    | 1    | 0,01%  |
| Egyéb        | 8    | 0,11%  |
| Összesen     | 7162 | 100,0% |

## Külső hivatkozások
- A település honlapja
- Adatok a településről
- asociatiaturismprahova.ro
- 2002-es népszámlálási adatok
- Marele Dicționar Geografic al României